# Cañón del Combeima
El cañón del Combeima es una zona de amortiguación del parque nacional natural Los Nevados que está ubicada a 2.200 m s. n. m., en el departamento del Tolima, en Colombia.En el lugar habitan osos de anteojos, cóndores, zorros, águilas cuaresmeras, tapires andinos y más de 300 especies de aves de las cuales 7 son endémicas.Además se encuentran frailejones, plantas de mora y de lulo.
Los tipos de bosques dentro del cañón son el bosque húmedo tropical, bosque andino y bosque montano.

## Localización

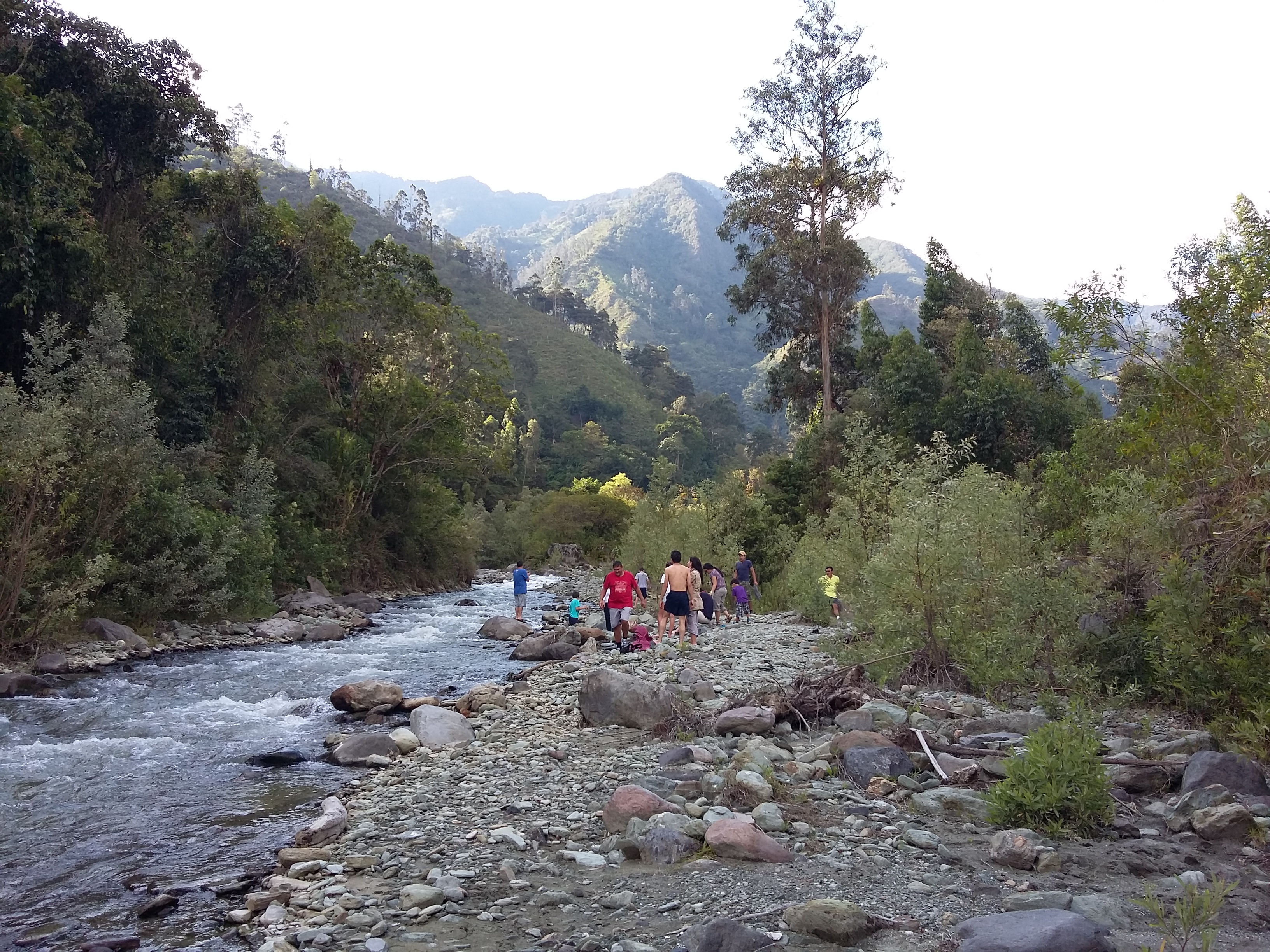
Cañón del río.

El cañón del Combeima está ubicado en el costado oriental de la Cordillera Central entre los 1400 y los 4200 m s. n. m. El recorrido hacia el Cañón es de 18 km, partiendo desde la Plaza de Bolívar, en pleno centro de Ibagué, hasta el corregimiento de Juntas, bordeando la rivera del río Combeima.

## Gastronomía
La ruta cuenta con múltiples restaurantes a lo largo de los 18 kilómetros que separan a la Vega de Juntas, incluyendo platos típicos de la gastronomía típica de la región como sancocho de gallina criolla, arepas de chócolo, conejo horneado, carne asada, lomo de cerdo, bandeja paisa, pescados como trucha o mojarra.

## Turismo
El cañón del Combeima es uno de los sitios con mayor atractivo turístico en la ciudad de Ibagué, durante el trayecto se pueden encontrar múltiples restaurantes y sitios donde poder probar algunos de los platos y pasabocas típicos de la región.
Actualmente el transporte público puede llegar hasta la vereda de Juntas y de allí en adelante el camino deberá recorrerse caminando, alrededor se podrá encontrar un panorama realmente impresionante lleno de naturaleza y aire puro. Atravesando este camino se podrán encontrar tres sitios representativos de la zona:
- El mirador del cañón del Combeima: Este es un pequeño mirador ubicado a cinco minutos aproximadamente de la vereda de Juntas, donde podrá ver toda la vegetación y las veredas cercanas a la zona, es una vista muy agradable que es visitada constantemente tanto por los locales como por los turistas.
- Finca la Riviera: Es una llamativa finca restaurante que queda aproximadamente a 30 minutos de la vereda de juntas, para poder acceder a este restaurante se deberá pasar entre 2 montañas a través de un teleférico ubicado en la zona especialmente para esto.
- Termales el Rancho:  Siguiendo el camino principal se llega hacia la ruta al nevado del Tolima, durante este trayecto se podrá encontrar con el Rancho, un sitio donde se podrá acceder a una cascada de agua fría y a unas termales naturales.